# Pakala Village
Pakala Village és una concentració de població designada pel cens dels Estats Units a l'estat de Hawaii. Segons el cens del 2000 tenia 478 habitants.

## Demografia
Segons el cens del 2000, Pakala Village tenia 478 habitants, 150 habitatges, i 121 famílies La densitat de població era de 79,04 habitants per km².
Dels 150 habitatges en un 25,3% hi vivien nens de menys de 18 anys, en un 64,0% hi vivien parelles casades, en un 10,0% dones solteres, i en un 19,3% no eren unitats familiars. En el 18,0% dels habitatges hi vivien persones soles el 15,3% de les quals corresponia a persones de 65 anys o més que vivien soles. El nombre mitjà de persones vivint en cada habitatge era de 3,19 i el nombre mitjà de persones que vivien en cada família era de 3,66.
Per edats la població es repartia de la següent manera: un 28,5% tenia menys de 18 anys, un 5,7% entre 18 i 24, un 20,5% entre 25 i 44, un 21,5% de 45 a 64 i un 23,8% 65 anys o més.
L'edat mediana era de 40,9 anys. Per cada 100 dones hi havia 115,32 homes. Per cada 100 dones de 18 o més anys hi havia 102,37 homes.
La renda mediana per habitatge era de 24.464 $ i la renda mediana per família de 29.000 $. Els homes tenien una renda mediana de 21.875 $ mentre que les dones 14.750 $. La renda per capita de la població era de 9.846 $. Aproximadament el 33,3% de les famílies i el 43,8% de la població estaven per davall del llindar de pobresa.

## Poblacions properes
El següent diagrama mostra les poblacions més properes.